# Piliocolobus langi
El colobo rojo de Lang (Piliocolobus langi) es una especie de mono colobo rojo. Históricamente, se había considerado como una subespecie del colobo rojo de África Central, (P. foai), pero las taxonomías más recientes generalmente lo tratan como una especie separada.